# Flemming Dam Larsen
Flemming Dam Larsen (født 1970 i Svendborg) er en dansk håndboldtræner og tidligere talenchef. Han har siden 2005 og 2014 været skiftevis ungdomslandstræner for Danmarks U/17- og 19-kvindehåndboldlandshold i en tre års periode.
Med landsholdene har han vundet i 4 medaljer. Bronzemedaljer ved U/17-EM i håndbold 2013 i Gdynia og Ungdoms-VM i håndbold 2014 i Skopje, guld ved U/19-EM i håndbold 2015 i Valencia, Junior-VM i håndbold 2018 i Moskva og senest sølv ved U/18-VM i håndbold 2022 i Nordmakedonien.